# Hollenstedt (Northeim)
Hollenstedt ist ein Ortsteil der niedersächsischen Stadt Northeim mit 649 Einwohnern im Ort selbst, hinzu kommen 5 Einwohner des zur Ortschaft gehörenden Gutes Wickershausen.

## Geografie

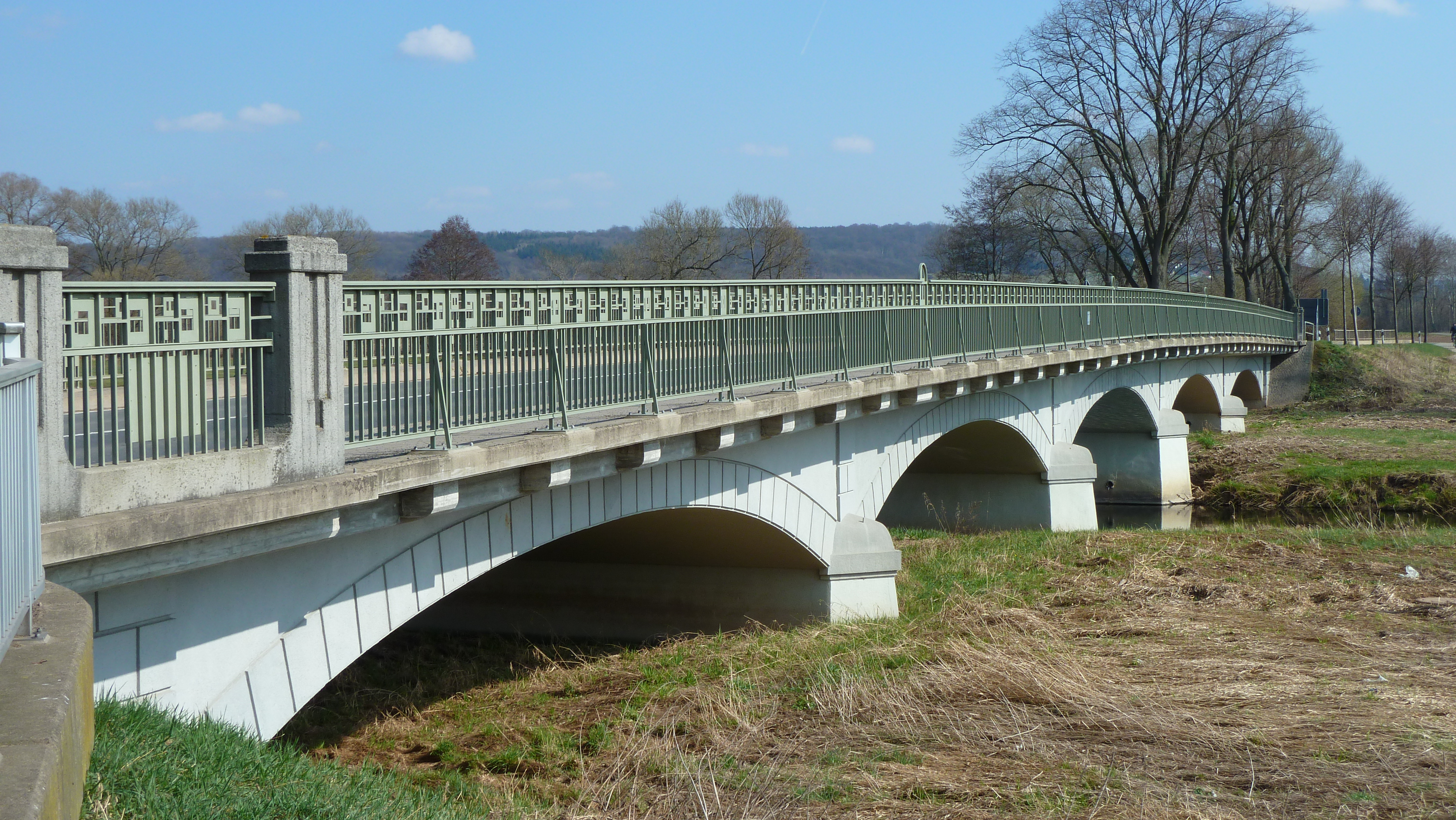
Leinebrücke

Der Ort liegt im Leinetal links der Leine in unmittelbarer Nähe zur Northeimer Seenplatte kurz unterhalb der Mündung des Flusses Rhume in die Leine. Die Landesstraße L 572 verbindet Hollenstedt über ein unter Denkmalschutz stehendes Brückenbauwerk mit dem Stadtzentrum Northeims. Direkt beim Ort mündet der Bach Bölle in die Leine. Der Ort gliedert sich in das Dorf Hollenstedt und das Gut Wickershausen knapp 3 Kilometer westsüdwestlich des Dorfs am Hang des Böllenbergs. Nächstgelegener Nachbarort ist Stöckheim.

## Geschichte
Der Ort wurde erstmals in einer Schenkungsurkunde Ottos I. für das Stift Gandersheim im Jahre 947 als Hullanstedi schriftlich erwähnt. In seiner wechselvollen Geschichte erlebte Hollenstedt zahlreiche Kriege und Fehden. So brach 1409 eine Fehde zwischen den Herren von Uslar-Gleichen und Otto Cocles aus, der Grund bestand darin, dass die von Uslar-Gleichen Anspruch auf bestimmte Gerechtigkeiten in der Feldmark und im Dorf Hollenstedt beanspruchten. Nach einem Angriff auf Herzog Otto unterlagen die Herren von Uslar-Gleichen. Als es 1462 zum Krieg zwischen den Hansestädten und den Herzögen zu Göttingen kam, hatte Hollenstedt, ebenso wie im späteren Dreißigjährigen Krieg, ebenfalls darunter zu leiden. Der Ort wurde im Jahr 1466 niedergebrannt und erhielt 1591 eine Kapelle, welche dem heiligen Leonhard gewidmet wurde. Der mitunter stärkste Einschnitt erfolgte im Rahmen des Siebenjährigen Kriegs, als durch die Gemeinde französische und einheimische Truppen zogen und Hollenstedt, aufgrund seiner schlechten finanziellen Lage, ein Darlehen aufnehmen musste. Die Lage Hollenstedts an der Mündung von Rhume und Bölle in die Leine wurde in die grafische Gestaltung des Ortswappens aufgenommen.
Das Gut Wickershausen ist aus einem Dorf hervorgegangen, das im Jahre 1170 erstmals als Wichardeshusen schriftlich genannt wurde. Die Umwandlung in ein Klostervorwerk erfolgte spätestens Anfang des 16. Jahrhunderts.
Am 1. März 1974 wurde Hollenstedt, das bis dahin dem Landkreis Einbeck angehörte, in die Kreisstadt Northeim eingegliedert.

## Politik

### Ortsrat
Hollenstedt hat einen neunköpfigen Ortsrat, der seit der Kommunalwahl 2021 ausschließlich von Mitgliedern der „Wählergemeinschaft Hollenstedt“ besetzt ist. Die Wahlbeteiligung lag bei 68,23 Prozent.

### Ortsbürgermeister
Ortsbürgermeister ist Christian Frohme.

## Sehenswürdigkeiten

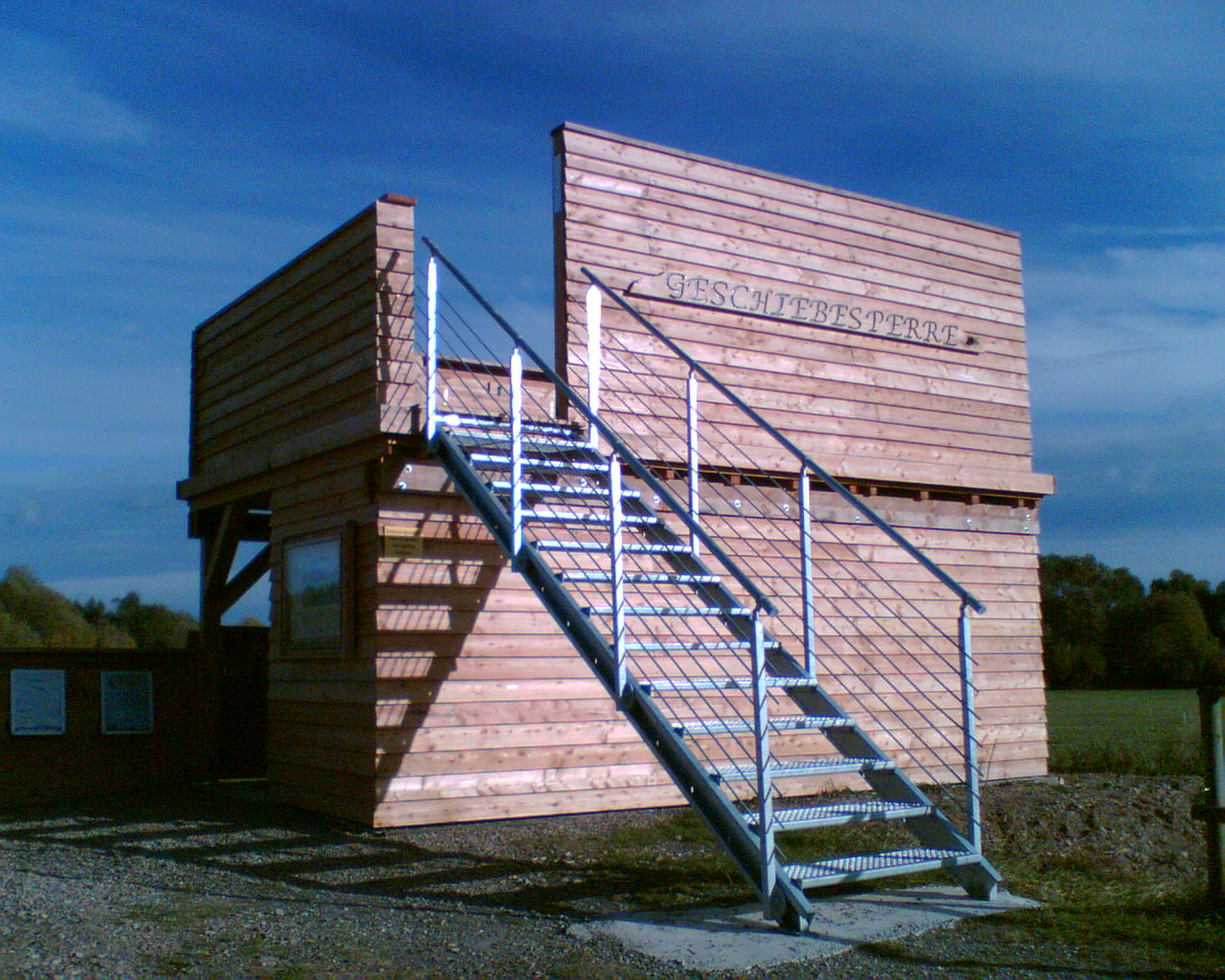
Aussichtsplattform Geschiebesperre

Rund 100 Meter nördlich des Dorfes, unmittelbar an der L 572, befindet sich die Aussichtsplattform Geschiebesperre, von der man die unter Naturschutz stehende Leineniederung Salzderhelden mit ihren Wasservögeln beobachten kann. Sie ist benannt nach dem Geschiebe, das die Rhume hierher transportiert und das hier abgefangen und weggebaggert wird.

## Persönlichkeiten
- Heinrich Sauthoff (1828–1889), Kämmerer und Sparkassenleiter der Stadt Moringen
- Georg Lockemann (1871–1959), Chemiker